# Ludwik Bernacki (urzędnik)

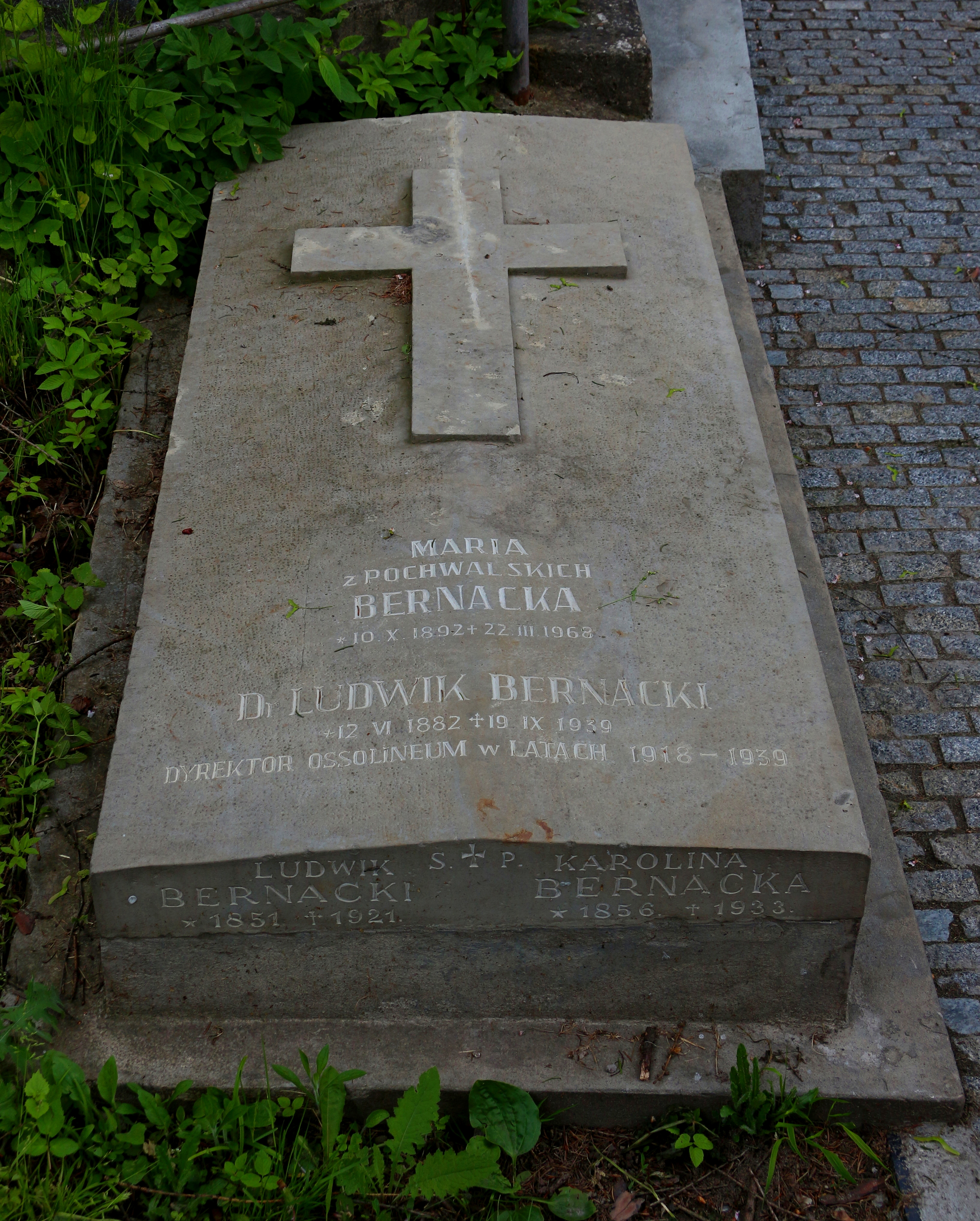
Nagrobek rodziny Bernackich na Cmentarzu Łyczakowskim

Ludwik Bernacki (ur. w 1851, zm. w 1921) – urzędnik c. i k. narodowości polskiej, z wykształcenia prawnik. Ojciec dyrektora Zakładu Narodowego im. Ossolińskich we Lwowie Ludwika Bernackiego.

## Życiorys
Pochodził z zubożałej rodziny szlacheckiej pochodzenia ormiańskiego. Rodzice byli właścicielami małego majątku ziemskiego Niebieszczany w ziemi sanockiej, który szybko rozpłynął się na zaopatrzenie pięciorga dzieci.
Praktykant konceptowy w 1876, praktykant konceptowy w c.-k. powiatowym starostwie w Wieliczce w 1877. Od 4 po 10 grudnia 1877 został przeniesiony na równorzędne stanowisko w c. k. powiatowym starostwie w Przemyślu, które posiadał m.in. w 1879, 1880, 1881. Urzędnik c. i k., komisarz rządowy w powiecie jaworowskim w 1884, 1888, 1889, 1890, 1891, radca Namiestnictwa. Kierownik starostwa powiatowego w Kamionce Strumiłowej (m.in. w 1892, 1893, 1894), potem starosta powiatowy kamionecki (m.in. 1895, 1896, 1897).
Starosta powiatowy buczacki, m.in. w latach 1901, 1902, 1903, 1904, 1905, 1907, 1908, 1910, 1911, 1913, 1914.
Ożenił się z Karoliną ze Słupnickich. Jego synem był Ludwik Bernacki, polski historyk literatury, bibliograf, dyrektor Zakładu Narodowego im. Ossolińskich we Lwowie.
Zmarł w 1921. Został pochowany na Cmentarzu Łyczakowskim we Lwowie.

## Odznaczenia i wyróżnienia
- Kawaler Orderu Korony Żelaznej III klasy
- Honorowy obywatel miast Jaworowa (ok. 1891[14]), Buczacza, Buska, Jazłowca (1907)[29], Krakowca[24], Monasterzysk[30].